# Biomechanical
Biomechanical – brytyjski zespół metalowy utworzony latem 2001 roku w Londynie.
Fundamentem stylu grupy stał się heavy metal inspirowany dokonaniami tzw. New Wave of British Heavy Metal, zjawiska powstałego na przełomie lat 70/80 ubiegłego stulecia. Typowym przedstawicielem tamtej szkoły muzycznej jest np. Judas Priest. Echa dokonań tego zespołu z pewnością da się odnaleźć w muzyce Biomechanical. Całości stylu grupy dopełniają symfonicznie rozbudowane kompozycje przeplatane techniczną wirtuozerią ciętych rifów.
Elementem, który krystalizuje brzmienie zespołu jest niewątpliwie głos Johna K (ex-Balance of Power) balansujący od wysokich tonów Roba Halforda (Judas Priest) po ryk Phila Anselmo (Pantera). 
Latem 2007 wokalista John K, założyciel grupy na skutek różnicy zdań usuwa pozostałych członków zespołu. Aby dokończyć nagrywanie Cannibalised pozyskuje nowych muzyków. Pod koniec września 2007 skład został skompletowany.

## Dyskografia
- Distorted (demo) (2001)
- Eight Moons (Revolver Records 2003)
- The Empires Of The Worlds (Earache Records 2005)
- Cannibalised (Earache Records luty 2008)